# Helicella
Helicella es un género de moluscos pulmonados terrestres perteneciente a la familia Geomitridae. El género fue descrito inicialmente por Férussac en 1821.

## Especies
En este género se han reconocido las siguientes especies:
- Helicella bolenensis (Locard, 1882)
- Helicella cistorum (Morelet, 1845)
- Helicella iberica (Rambur, 1869)
- Helicella itala (Linnaeus, 1758) - type species
- Helicella juglans (Gittenberger, 1991)
- Helicella nubigena (Saulcy, 1852)
- Helicella ordunensis (Kobelt, 1883)
- Helicella orzai (Gittenberger & Manga, 1981)
- Helicella sabulivaga (Mabille, 1881)
- Helicella stiparum (Rossmässler, 1854)
- Helicella striatitala (Prieto, 1985)
- Helicella valdeona (Gittenberger & Manga, 1977)
- Helicella zaratei
- Helicella zujarensis

Sinónimos:
- Helicella bierzona es un sinónimo de Xerotricha bierzona (Gittenberger & Manga, 1977)
- Helicella gasulli es un sinónimo de Xerotricha gasulli (Ortiz de Zarate, 1950)
- Helicella mariae es un sinónimo de Xerotricha mariae (Gasull, 1972)
- Helicella zaratei es un sinónimo de Xerotricha zaratei (Gittenberger & Manga, 1977)
- Helicella zujarensis es un sinónimo de Xerotricha zujarensis (Ortiz de Zarate, 1950)